# Theo Molkenboer (architect)
Theodorus (Theo) Molkenboer (Leimuiden, 5 november 1796 - Leiden, 11 december 1863) was een katholieke Nederlandse architect die vooral bekend is geworden door zijn vele kerkgebouwen. Molkenboer was een van de belangrijkste architecten van het neoclassicisme en de vroege neogotiek en was in de eerste helft van de negentiende eeuw de belangrijkste kerkenarchitect van Nederland.

## Leven en werk
Molkenboer was een zoon van Arnoldus Molkenboer en Eva van der Valk. Hij huwde in 1822 met Metje (Mathilda) Kaag en verhuisde in dat jaar naar Leiden. Hij werd opgeleid tot timmerman en metselaar en werd vervolgens aannemer. In die hoedanigheid bouwde hij voor koning Willem I het bekende paviljoen Von Wied te Scheveningen. Vanaf ongeveer 1828 was hij ook actief als architect. In eerste instantie werkte hij voornamelijk in Leiden en omgeving, maar rond 1840 werd dit werkgebied uitgebreid tot andere delen van Nederland. In totaal ontwierp Molkenboer ongeveer 40 nieuwe katholieke kerken, vooral in de provincies Noord- en Zuid-Holland, liet ook nog zo'n dertigtal kerken verbouwen en ontwierp verder een drietal seminaries, kloosters, gestichten, twee winkels van Sinkel, fabrieken, hofjes, een herensociëteit en een schoolgebouw.
Aanvankelijk ontwierp hij in neoclassicistische stijl. Rond 1845 verwerkte hij voor het eerst aan de gotiek ontleende vormen, die vaak in hout en stucwerk werden uitgevoerd, in zijn ontwerpen. Kort daarna probeerde hij ook de gotische constructie, althans visueel, na te bootsen. Een van de meest geslaagde voorbeelden hiervan, en een hoogtepunt in zijn werk, is de Onze-Lieve-Vrouwekerk in Amsterdam uit 1852-1854, waarvan hij het ontwerp overigens baseerde op dat van de Redemptoristenkerk in Bergen, België. Molkenboer hechtte niet aan één bepaalde stijl. Gedurende zijn gehele carrière zou hij zowel in neoclassicistische stijl alsook in gotische en romaanse stijl bouwen. Hij is een protagonist van de zogenoemde stukadoorsarchitectuur. Voor deze architecten waren de authentieke bouwkundige constructies van minder belang dan de uitstraling van het gebouw. Dat dit wel eens mis kon gaan bleek tijdens de restauratie van de Sint-Walburgiskerk in Arnhem in 1853-1855; hierbij liet hij de vierkante pijlers afkappen tot ronde pilaren, waardoor de noordelijke toren in 1854 bezweek onder de verzwakte constructie. 
Naarmate de kennis van, en de waardering voor, de gotiek toenam, nam de waardering voor Molkenboer af en verloor hij zijn positie als belangrijkste kerkenarchitect van Nederland aan Pierre Cuypers. Ongeveer de helft van Molkenboers kerken is intussen verdwenen. 

## Selectie van werken
- 1835 Leiden: kerk Onze Lieve Vrouw Onbevlekt Ontvangen;
- 1850 Westwoud: Sint-Martinuskerk;
- 1852 Amsterdam: Onze-Lieve-Vrouwekerk;
- 1853 Westerblokker: Michaëlskerk;
- 1856 Helmond: Sint-Lambertuskerk;
- 1856 Amsterdam: kerk Sint- Willibrordus binnen de Veste;
- 1863 Den Burg: Johannes de Doperkerk (Den Burg);
- 1832 Nieuwveen: Toren Ontmoetingskerk Nieuwveen.

## Galerij

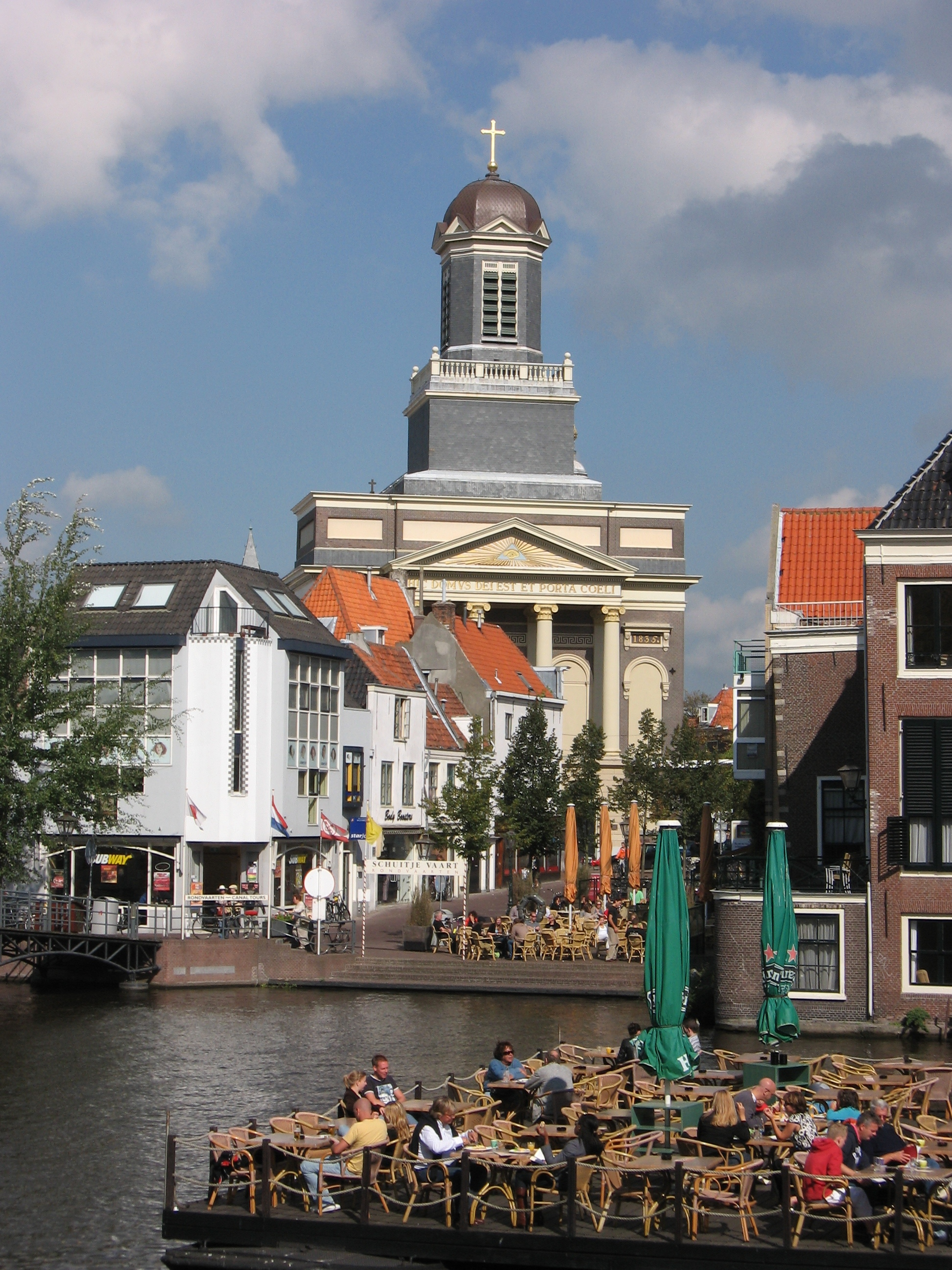
Leiden: "Hartebrugkerk"
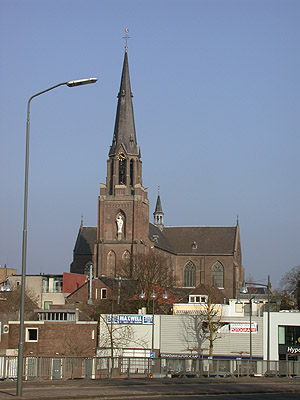
Helmond: Sint-Lambertuskerk
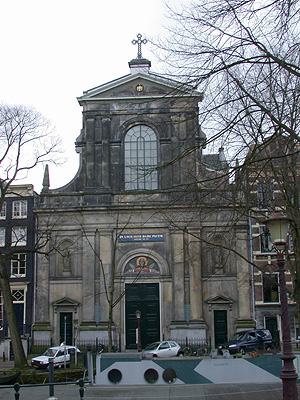
Amsterdam: Sint- Willibrordus binnen de Veste
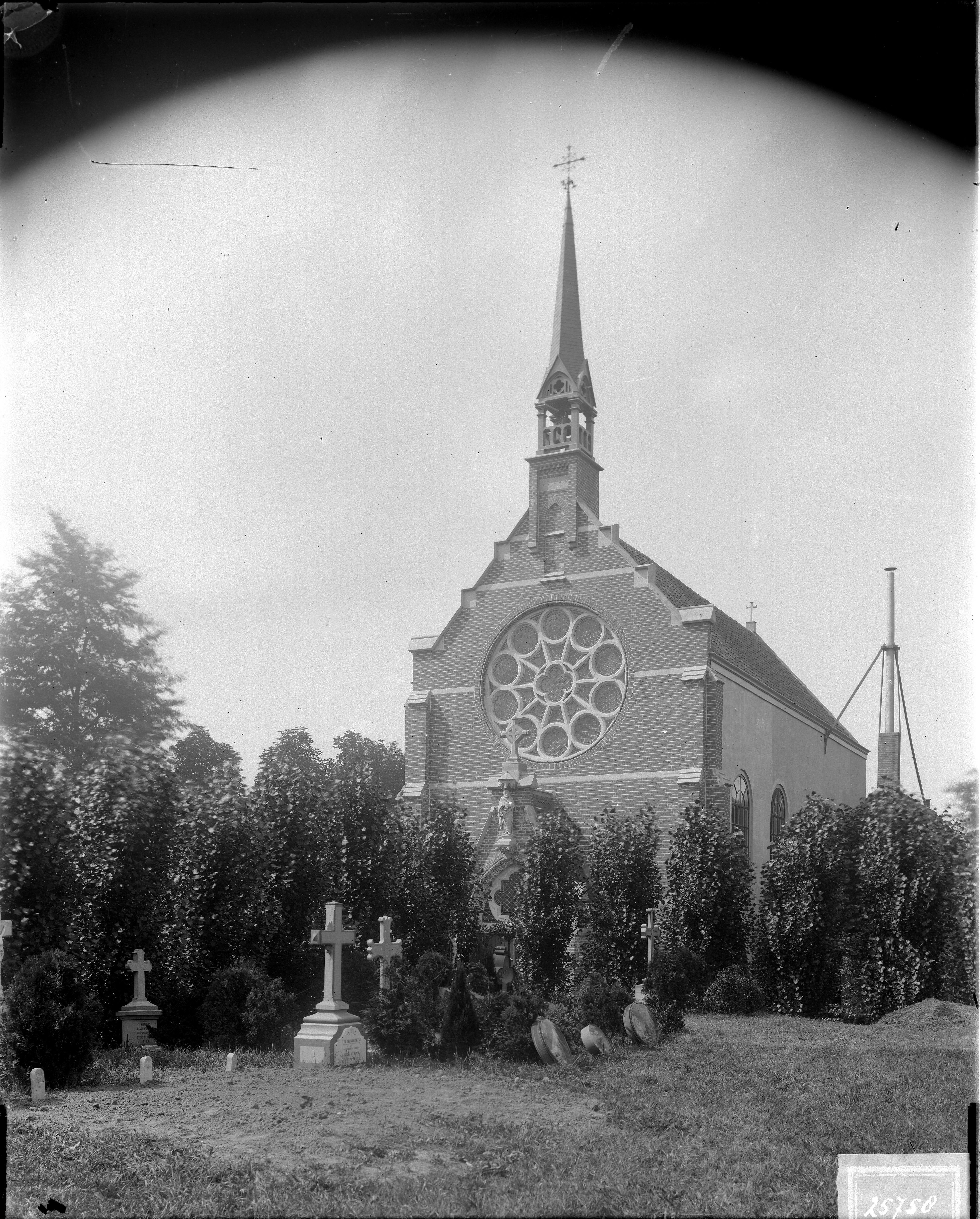
Leiden: Kapel R.K Begraafplaats bij de Zijlpoort